# اولکساندر هوروات
اولکساندر هوروات (اوکراینی: Олександр Васильович Горват؛ زادهٔ ۱۷ ژوئن ۱۹۹۵) بازیکن فوتبال اهل اوکراین است.